# آكلات النمل
آكل النمل هو اسم شائع لحيوانات رتيبة آكلات النمل أو دوديات اللسان أو دويدات الألسنة (الاسم العلمي: Vermilingua) التي تتبع رتبة الثدييات المشعرة من طائفة الثدييات. يُطلق اسم "آكل النمل" أيضًا على حيوانات أخرى غير ذات صلة، بما في ذلك خنزير الأرض والنمبات وآكل النمل الشوكي وآكل النمل الحرشفي، على الرغم من عدم ارتباطها الوثيق بها.
أنواع آكل النمل الموجودة حاليًا هي آكل النمل العملاق ويبلغ طوله حوالي 1.8 متر (5 أقدام و 11 بوصة) بما في ذلك الذيل؛ وآكل النمل الصغير ويبلغ طوله حوالي 35 سم (14 بوصة)؛ وآكل النمل الجنوبي أو آكل النمل ذو الطوق ويبلغ طوله حوالي 1.2 متر (3 أقدام و11 بوصة)؛ وآكل النمل الشمالي الذي له أبعاد مشابهة.

## اصل التسمية
يشير اسم آكل النمل إلى نظام غذائي للأنواع يتكون بشكل رئيسي من النمل والنمل الأبيض. كما اُستخدِم آكل النمل كاسم شائع للعديد من الحيوانات التي لا تنتمي إلى فصيلة دوديات اللسان. تُعرف آكلات النمل أيضًا باسم دبَّة النمل، على الرغم من استخدام هذا المصطلح بشكل أكثر شيوعًا للإشارة إلى خنزير الأرض. تأتي كلمة تمندوة من اللغة البرتغالية، التي استعارتها بدورها من لغة توبي (tamanduá)، والتي تعني "صائد النمل". في اللغة البرتغالية، تُستخدم كلمة (tamandua) للإشارة إلى جميع آكلات النمل؛ في الإسبانية، يُطلق على نوعين فقط من جنس التمندوة هذا الاسم، حيث يُطلق على آكل النمل العملاق وآكل النمل الحريري على التوالي (oso hormiguero) و(cíclope). تُعرف الأنواع الأربعة أيضًا بأسماء محلية متعددة.

## الوصف
تتميز آكلات النمل جميعها بوجود خطم مستطيل للغاية مجهزة بألسنة رقيقة وطويلة مغطاة بلعاب لزج تنتجه غدد تحت الفك السفلي المتضخمة. الفم صغير وخالٍ من الأسنان. تتميز الأقدام الأمامية بمخالب كبيرة على الإصبع الثالث، تُستخدم لكسر تلال النمل والنمل الأبيض، وعادة ما تكون الأصابع المتبقية أصغر قليلاً أو غائبة تمامًا. يغطي الجسم كله فراء كثيف. الذيل طويل، وفي بعض الحالات يكون طوله مثل باقي الجسم، ومغطى بكميات مختلفة من الفراء، ويمكن الإمساك به في جميع الأنواع باستثناء آكل النمل العملاق. يُعرف آكل النمل بظهور حالات شاذة في لون الفراء، مثل المهق (البرص) في آكل النمل العملاق، والبياض، واسوداد الجلد في التمندوة الجنوبية.

يمكن تمييز آكل النمل العملاق عن الأنواع الأخرى على أساس حجمه الكبير، حيث يبلغ متوسط طول الجسم الكلي حوالي 2 متر (6.6 قدم) ومتوسط كتلة 33 كيلوجرام (73 رطل). يُغطَّى الجسم بشكل رئيسي بفراء طويل بني غامق أو أسود، مع شريط أسود بارز ذو حواف بيضاء مثلثة يمتد من الكتفين إلى الصدر ويستمر إلى منتصف الجسم. أطرافه الأمامية بيضاء في الغالب، ومميزة باللون الأسود عند الرسغين وفوق المخالب مباشرة. الذيل يكاد يكون بطول الجسم ومغطى بشعر خشن طويل. يتميز آكل النمل العملاق بأطول نسبة استطالة للوجه مقارنة بحجم الجسم بين كل الثدييات آكلة النمل.

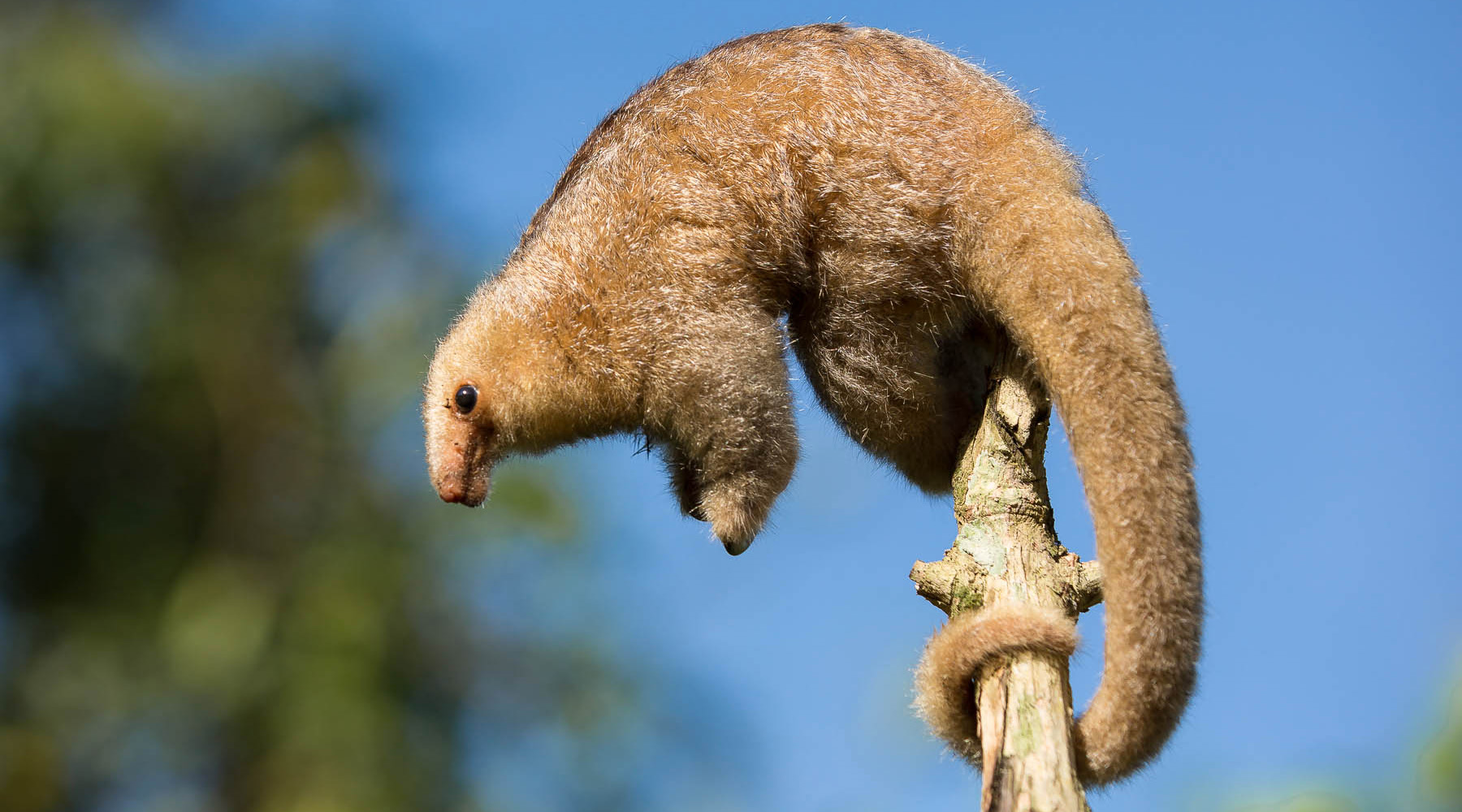
آكل النمل الحريري هو الأصغر بين الأنواع

آكل النمل (التمندوة) حيوانات متوسطة الحجم، أصغر من آكل النمل العملاق، يبلغ طول جسمها حوالي 0.77-1.33 متر (2.5-4.4 قدم) وكتلتها 3.2-7.0 كجم (7.1-15.4 رطل). يمكن تمييزها بشكل أكبر من خلال خطمها الأقصر، ومخالبها الأقصر نسبيا، وآذانها أطول بشكل متناسب، وذيلها الخالي من الفراء في الغالب. كما أنها تختلف في تلوينها؛ معظم الأفراد يكون لونهم بنيًا ذهبيًا إلى رمادي، مع "صدرية" سوداء تمتد من الظهر إلى البطن، متصلة بشريطين أسودين يمتدان عبر الكتفين. قد تفتقر بعض التمندوة إلى الصدرية جزئيًا أو كليًا، ويكون لها بدلاً من ذلك معطف أصفر أو بني أو أسود موحد.
يُعد آكل النمل الحريري أصغر أنواع رتبة آكلات النمل، ويبلغ متوسط طول جسمه الكلي 43 سم (17 إنش) ومتوسط وزنه 235 جرام (8.3 أوقية). يتميز بفراء كثيف حريري للغاية، يميل لونه بين الرمادي والبني الذهبي يغطي جسمه، وقد يميل للون الفضي على ظهره. تمتلك بعض مجموعات آكلات النمل الحريرية في أمريكا الجنوبية خطًا بنيًا بلون الشوكولاته على طول منتصف ظهرها، ويكون هذا الخط أكثر بروزًا في حوض الأمازون. يتميز ذيله بقدرة عالية على الإمساك بالأشياء، كما تظهر على أطرافه تكييفات تساعده على الإمساك بالأشياء أثناء التسلق. على عكس آكلات النمل الأخرى والثدييات غير المرتبطة بها التي تتغذى بشكل أساسي على النمل، فإن وجه آكل النمل الحريري أطول قليلًا فقط مما هو متوقع لحيوان بحجمه ويظهر ميلًا قويًا للأسفل.

## الموطن
آكلات النمل حيوانات مستوطنة في العالم الجديد، حيث توجد في البر الرئيسي من جنوب المكسيك إلى شمال الأرجنتين، بالإضافة إلى بعض جزر الكاريبي. مثل حيوانات غريبة أخرى، تطورت آكلات النمل أصلاً في أمريكا الجنوبية، وبدأت بالانتشار إلى أمريكا الوسطى والشمالية كجزء من التبادل الأمريكي العظيم بعد تشكل برزخ بنما منذ حوالي 3 ملايين سنة. ربما يكون لبعض أنواع آكلات النمل نطاقات أكبر خلال العصر البليستوسيني المبكر مقارنة بما لديها حاليًا؛ على سبيل المثال، عُثر على أحفورات آكل النمل العملاق في أقصى الشمال حتى سونورا بالمكسيك، ويحتمل أن يكون انخفاض نطاقه بسبب التغيرات في الموطن بسبب إزالة الأنهار الجليدية في أمريكا الشمالية في العصر البليستوسيني الأحدث.
يوجد آكل النمل العملاق حاليًا في مناطق تمتد من أمريكا الوسطى جنوب شرق جبال الأنديز حتى شمال الأرجنتين وبوليفيا وباراغواي. غرب جبال الأنديز، لا يوجد إلا في كولومبيا وربما في الإكوادور أيضًا. اختفى من معظم مناطق تواجده في أمريكا الوسطى، كما تعرض لانقراضات محلية في الطرف الجنوبي من موطنه الأصلي. تعيش التمندوة الشمالية من جنوب المكسيك جنوبًا إلى جبال الأنديز الغربية في كولومبيا وفنزويلا وبيرو والإكوادور، بينما يسكن التمندوة الجنوبية أمريكا الجنوبية شرق جبال الأنديز، ابتداءً من كولومبيا وترينيداد وغيانا جنوبًا حتى شمال الأوروغواي وشمال الأرجنتين. يتواجد النوعان من التمندوة معًا في بعض أجزاء من مواطنها. يوجد آكل النمل الحريري من فيراكروز وأواكساكا في المكسيك جنوبًا إلى كولومبيا والإكوادور غرب جبال الأنديز وإلى البرازيل وبوليفيا شرق جبال الأنديز. يوجد أيضًا موطن منفصل إضافي في شمال غرب البرازيل.
الموطن الطبيعي لآكلات النمل يشمل الغابات الاستوائية الجافة والغابات المطيرة والسهول والسافانا. يتخصص آكل النمل الحريري في البيئة الشجرية، لكن التمندوة الأكثر انتهازية يجد طعامه على الأرض وعلى الأشجار، وعادة ما يكون ذلك في الغابات الجافة بالقرب من المجاري والبحيرات. يعيش آكل النمل العملاق الأرضي تقريبًا بالكامل في السافانا. آكلات النمل من جنس التمندوة، الجنوبي والشمالي، أصغر بكثير من آكل النمل العملاق، ويختلفان عنه اختلافًا جوهريًا في عاداتهما، حيث يكونان في الغالب في الأشجار. يسكنون الغابات القديمة الكثيفة في أمريكا الجنوبية والوسطى. آكل النمل الحريري موطنه المناطق الأكثر سخونة في أمريكا الجنوبية والوسطى، وهو يعيش بشكل حصري في الأشجار.

## التصنيف

### تاريخ التطور
آكل النمل جزء من الرتبة الفرعية غريبات المفاصل، وهي مجموعة من الثدييات كانت متنوعة في السابق والتي سكنت أمريكا الجنوبية بينما كانت معزولة جغرافيا عن غزو الحيوانات من أمريكا الشمالية، والحيوانان الآخران الباقيان في هذه الفئة هما الكسلان والمدرع.
في وقت من الأوقات، كان يُعتقد أن آكل النمل مرتبط بخنزير الأرض وآكل النمل الحرشفي بسبب التشابه الجسدي بينهما، ولكن تبين منذ ذلك الحين أن هذه التشابهات ليست دليلاً على وجود سلف مشترك، وإنما هي نتيجة تطور متقارب. طور الجميع ساعدان قويتان للحفر، وألسنة طويلة، وأنوف أنبوبية بدون أسنان للبقاء على قيد الحياة عن طريق مهاجمة أعشاش النمل الأبيض.

### تصنيف
آكل النمل أقرب إلى الكسلان من أي مجموعة ثدييات أخرى. أقرب أقربائهم التاليين هم المدرعات. يوجد أربعة أنواع موجودة في ثلاثة أجناس. هناك أيضًا العديد من الأجناس المنقرضة.
- فصيلة الناملات
  - جنس ميرميكوفاجا
    - آكل النمل الكبير

  - جنس †نيوتاماندوا[الإنجليزية] (روفريتو 1914)[24]
  - جنس التمندوة
    - تمندوة جنوبية
    - تمندوة شمالية

  - جنس †بروتاماندوا[الإنجليزية] (أميجينو 1904)[25]
- فصيلة الناملات المصقلبة
  - جنس آكل النمل المصقلب
    - آكل النمل الصغير

  - جنس †باليوميرميدون[الإنجليزية] (روفريتو 1914)[26]

## السلوك والبيئة

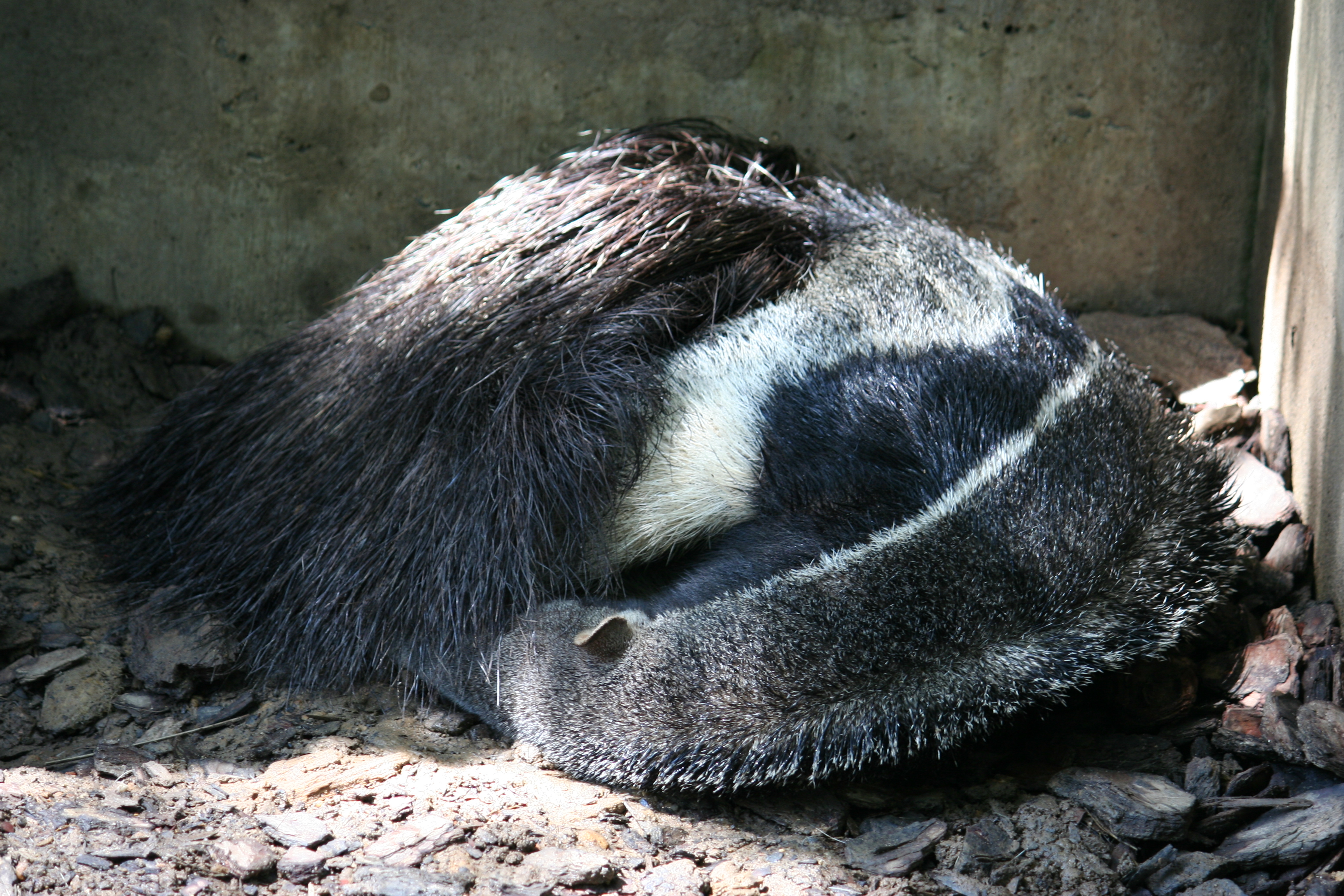
آكل النمل العملاق نائم

آكلات النمل حيوانات ثديية انفرادية إلى حد كبير ومستعدة للدفاع عن أراضيها التي تتراوح بين 1.0 إلى 1.5 ميل مربع (2.6 إلى 3.9 كيلومتر مربع). لا يدخلون عادة إلى منطقة آكل النمل الآخر من نفس الجنس، ولكن الذكور يدخلون غالبًا إلى منطقة الإناث المرتبطات. عندما ينشأ نزاع إقليمي، فإنهم يصدرون أصواتًا، ويضربون، ويمكنهم أحيانًا الجلوس أو حتى الركوب على ظهر خصومهم. يفتقر آكل النمل إلى البصر الجيد ولكنه يتمتع بحاسة شم ممتازة، وتعتمد معظم الأنواع على الأخيرة في البحث عن الطعام والتغذية والدفاع. يُعتقد أن سمعهم جيد.
درجة حرارة جسم آكل النمل تتراوح بين 33 و 36 درجة مئوية (91 و 97 درجة فهرنهايت)، وهو من بين أدنى درجات حرارة الجسم لأي حيوان ثديي، ويمكنه تحمل تقلبات أكبر في درجة حرارة الجسم مقارنةً بمعظم الثدييات. إن كمية الطاقة التي يحصلون عليها يوميًا من الطعام لا تزيد قليلاً عن احتياجاتهم اليومية للأنشطة، ومن المحتمل أن آكل النمل ينسق درجة حرارة جسمه بحيث يبرد خلال فترات الراحة، ويسخن أثناء البحث عن الطعام.

### التكاثر
الذكور البالغون أكبر قليلاً وأكثر عضلية من الإناث، ولديهم رؤوس وأعناق أعرض. ومع ذلك، يمكن أن يكون تحديد جنس الحيوان بصريًا صعبًا، حيث يقع القضيب والخصيتان داخليًا بين المستقيم والمثانة البولية لدى الذكور، وتحتوي الإناث على زوج واحد من الثدي بالقرب من الإبط. يحدث الإخصاب عن طريق نقل الاتصال بدون إدخال، على غرار بعض السحالي. عادة ما ينتج عن التزاوج التعددية للزوجات نسل واحد؛ التوائم ممكنة ولكنها نادرة. تمنع المخالب الأمامية الكبيرة الأمهات من حمل حديثي الولادة، وبالتالي يتعين عليهن حمل النسل حتى يصبحن مكتفين ذاتيًا.

### التغذية والبحث عن الطعام
آكلات النمل حيوانات متخصصة في أكل الحشرات الصغيرة، ولكل نوع من آكل النمل تفضيلاته الخاصة بالحشرات: فالأنواع الصغيرة تتخصص في أكل الحشرات الشجرية التي تعيش على الأغصان الصغيرة، بينما يمكن للأنواع الكبيرة اختراق الغطاء الصلب لأعشاش الحشرات الأرضية. لتجنب مقابلة فكوك الحشرات اللافقارية ولدغاتها وغيرها من وسائل الدفاع، اعتمد آكل النمل استراتيجية التغذية عن طريق لعق أعداد كبيرة من النمل والنمل الأبيض بأسرع وقت ممكن - يقضي آكل النمل عادةً حوالي دقيقة واحدة عند العش قبل الانتقال إلى عش آخر - ويجب على آكل النمل العملاق زيارة ما يصل إلى 200 عش يوميًا لاستهلاك آلاف الحشرات التي يحتاجها لتلبية متطلباته من السعرات الحرارية.
يغطي لسان آكل النمل آلاف من الخطافات الصغيرة تسمى الحليمات الخيطية التي تُستخدم لإمساك الحشرات مع كميات كبيرة من اللعاب. يساعد تحريك الفكين من جانب إلى آخر على البلع وعلى حركة اللسان. يرتبط اللسان بالقصبة الصدرية ويتحرك بسرعة كبيرة، حيث يلتقط 150 مرة في الدقيقة. تحتوي معدة آكل النمل، على غرار قانصة الطائر، على طيات صلبة وتستخدم تقلصات قوية لطحن الحشرات، وهي عملية هضمية تساعدها كميات صغيرة من الرمال والأوساخ التي تبتلعها.

### الافتراس
يُعرف عدد من الثدييات والطيور بافتراس آكل النمل. ومن المعروف أن اليغور يتغذى على كل من آكل النمل العملاق والتمندوة الجنوبية، حيث يمثل النوع الأخير نسبة كبيرة من النظام الغذائي لليغور في بعض المناطق. يُفترس آكل النمل أيضًا من قبل الأصلوت، القطط الأخرى،الثعالب والكيامن، وقد تكون عرضة للافتراس من قبل العقاب الخطافة بالقرب من أعشاشها. لوحظ تعرض آكل النمل الحريري لهجوم الصقور.

### الأمراض والطفيليات
يُعرف آكل النمل بأنه يعيش فيه مجموعة واسعة من الطفيليات، بما في ذلك القراد والبراغيث والديدان الطفيلية وشائكات الرؤوس. أكثر أنواع القراد شيوعًا التي توجد على آكل النمل تنتمي إلى فصيلة لبوديات صلبة، وخاصة جنس اليغموش: سُجل 29 نوعًا من القراد من اللبوديات الصلبة على آكل النمل، 25 منها تنتمي إلى جنس اليغموش. يعد آكل النمل العائل الأساسي لأربعة أنواع على الأقل من القراد: A.nodosum ،A.calcaratum ،A.goeldi ،A.pictum. تشمل الديدان الطفيلية التي جُمعت من آكل النمل تلك التي تنتمي إلى صنف الشريطيات والخيطيات الموجودة في عائلات الديدان الحلزونية، الديدان الهوائية الساعية، ديدان ذات الشعيرات القوية والديدان الأسطوانية المعوية. يؤدي التطفل بواسطة الدودة الخيطية الحوجنية ذات الزوائد الكبيرة (Physaloptera magnipapilla) إلى فقر الدم والتهاب المعدة في آكل النمل العملاق. يعتبر آكل النمل العملاق العائل النمطي لنوع من الخيطيات، الدرعية المسننة (Aspidodera serrata)، بينما يعتبر آكل النمل الحريري العائل النمطي للأكريات الإيمرية المصقلبة (Eimeria cyclopei). هناك أيضًا طفيليات أخرى تصيب آكل النمل وهي الأوليات والبكتيريا وذوات الجسيم القاعدي والفيروسات.
الأمراض التي تصيب آكل النمل تشمل الأمراض الوظيفية مثل أورام الخلايا السيرتولية، والإصابات الجسدية مثل الحروق والكسور، والاضطرابات الأيضية والتغذوية مثل تكلس الأنسجة الرخوة وفرط الفيتامين د، والأمراض المعدية مثل التهاب المعدة، والتهاب العظم والنخاع، والتهاب الجلد. يمكن أن تكون آكلات النمل ناقلات المرض للعديد من الأمراض بين الأنواع. من المعروف أن القراد الذي يصيب آكل النمل يحمل بكتيريا ريكتسيا، التي تسبب الحمى المبقعة في البشر. كما أصيبت آكلات النمل بفيروس سارس-كوف-2، وهو الفيروس الذي يسبب مرض كوفيد-19، والليشمانيا، وهي الكائن وحيد الخلية الذي يسبب داء الليشمانيا، ومرض كف القدم الخشبية الذي يسبب عدوى حصبية، حيث انتقل إليها هذا المرض الأخير من الذئب ذو العرف الموجود في الأسر. تمتلك آكلات النمل، مثل حيوانات المدرعة الأخرى، العديد من التكيفات التي تؤدي إلى انخفاض معدلات الإصابة بالسرطان بشكل كبير، ومن أمثلة ذلك موت الخلايا المبرمج عند مستويات منخفضة جدًا من تلف الحمض النووي.

## المحفاظة عليها
صُنف آكل النمل الحريري والأنواع الإثنان من النمل الأمريكي التمندوة على أنها نوع غير مهدد من قبل الاتحاد الدولي لحفظ الطبيعة وذلك بسبب نطاقاتها الواسعة، وأعدادها المفترض بأنها كبيرة، وانعدام وجود انخفاضات كبيرة بما فيه الكفاية في أعدادها. أما آكل النمل العملاق صُنف على أنه معرض للخطر بسبب ارتفاع معدلات فقدان وتدهور موطنه، وانخفاض مستمر في أعداده بأكثر من 30٪ خلال السنوات الـ 21 الماضية، وعدد من التهديدات مثل الصيد وحرائق الغابات. بالإضافة إلى ذلك، قُيمت أعداد آكل النمل الحريري من شمال شرق البرازيل بشكل منفصل من قبل الاتحاد الدولي لحفظ الطبيعة وصُنفت على أنه نوع ناقص البيانات، على الرغم من الاعتقاد بأن أعداده تتناقص حاليًا بسبب فقدان الموطن والصيد غير القانوني من أجل تجارة الحيوانات البرية.